# Engyopsina spectans
Engyopsina spectans är en skalbaggsart som beskrevs av Blackburn 1898. Engyopsina spectans ingår i släktet Engyopsina och familjen Melolonthidae. Inga underarter finns listade i Catalogue of Life.